# Hot n Cold
"Hot n Cold" er en sang af den amerikanske Katy Perry. Sangen er skrevet og komponeret af Dr. Luke, Max Martin og Perry for hendes store mainstream debutalbum, One of the Boys fra 2008. Sangen blev udgivet som albummets anden single. Dets kor indeholder en række binære modsætninger (såsom varm / kold, ja / nej, ind / ud, op / ned, forkert / højre, sort / hvid) for at understrege den ustabile karakter af karakterernes forhold. Den nåede nummer tre på Billboard Hot 100, hvilket gør det til Perrys andet år i træk, i top tre single, efter hendes tidligere verdensomspændende hit "I Kissed a Girl". Sangen er også blevet Perrys anden top fem single i Storbritannien, Australien, Irland og New Zealand og toppede hitlisterne i Finland, Tyskland, Canada, Norge, Spanien og Danmark samt 15 andre lande. Pr. september 2011 har "Hot n Cold" solgt over fem millioner digitale downloads.